# Karlkamp
Der Karlkamp ist ein 3114 m ü. A. hoher Berggipfel der Schobergruppe in Kärnten. Der Karlkamp wurde mit dem benachbarten Hohen Seekamp (3112 m) erstmals am 3. Oktober 1890 von Ludwig Purtscheller bestiegen.

## Lage
Der Karlkamp liegt im nördlichen Zentrum der Schobergruppe an der Gemeindegrenze zwischen Großkirchheim im Südosten und Heiligenblut am Großglockner im Nordwesten. Der Karlkamp liegt mit dem südöstlich benachbarten Hohen Seekamp an einem Grat, der nördlich des Hohen Beils (3086 m) bei einem Höhenpunkt (3099 m) abzweigt und im Bereich des Hohen Seekamp nach Süden ins Innerretschitz-Kar mit dem Retschitzbach abfällt. Östlich des Hohen Seekamps befindet sich zudem das Seekamptörl (2922 m). Nordwestlich des Karlkamps liegt der Vorderseekamp (2923 m). Das nördlich des Karlkamps liegende Seekampkees reicht dabei bis zum Seekamptörl hinauf. Nächstgelegener alpiner Stützpunkt ist die Elberfelder Hütte im Südwesten.

## Aufstiegsmöglichkeiten
Die technisch einfachste Möglichkeit, den Karlkamp zu besteigen, verläuft über das Seekamptörl. Dieses kann beispielsweise von der Elberfelder Hütte nach Norden über den zu den Langtalseen führenden Höhenweg erreicht werden, wobei der markierte Weg beim vorderen Langtalsee verlassen wird und ab hier der unmarkierte Aufstieg über das Seekampkees zum Seekamptörl erfolgt. Vom Seekamptörl erfolgt der Aufstieg über das südwestlich gelegene Schneefeld zunächst in eine von Rasenbändern durchzogene plattige Felszone und danach in Felskletterei auf den Verbindungsgrat zwischen Karlkamp und Hohem Seekamp (II+). Von hier aus sind die beiden Gipfel unschwer zu erreichen. Alternativ kann der Karlkamp auch über das Seekampkees bestiegen werden (III).